# Carbonacé
Carbonacé est l'attribut définissant une substance riche en carbone. En particulier, les hydrocarbures carbonacés sont très insaturés, d'une masse moléculaire très élevée et avec un rapport carbone/hydrogène très élevé.
Le métamorphisme du matériel carbonacé s'exprime dans le processus de graphitisation. Cette dernière peut être accélérée ou retardée du fait des facteurs métamorphiques ou lithologiques variés qui sont concernés.